# Cerro El Cóndor
O Cerro El Cóndor é um estratovulcão dos Andes com 6373 metros de altitude em Catamarca na Argentina, a 10 km da fronteira entre a Argentina e o Chile. está localizado ao norte do vulcão Falso Azufre e a oeste de Cerro Peinado. É um vulcão ativo e acredita-se que tenha entrado em erupção nos últimos 10 000 anos.